# Maladeta
Maladeta (hiszp. Montes Malditos) - masyw górski w Hiszpanii, najwyższy w Pirenejach. Wysokość do 3404 m (Aneto), granitowy. W najwyższym piętrze wieczne śniegi i małe lodowce. W Maladecie znajdują się źródła Garonny.